# 白喉石鶺
白喉石鶺（学名：Saxicola insignis）为鶲科石鶺属的鸟类，俗名何氏树丛石栖鸟。分布于前苏联、蒙古、印度、尼泊尔、不丹以及中国大陆的内蒙古、青海等地，一般栖息于多岩石的高山上或山下的平原、草地的灌丛中。该物种的模式产地在尼泊尔。